# Budurleni
Budurleni – wieś w Rumunii, w okręgu Bistrița-Năsăud, w gminie Teaca. W 2011 roku liczyła 103 mieszkańców.